# پرچستان گورویی
پرچستان گوروئی (گورویی)، روستایی از توابع بخش مرکزی شهرستان ایذه در استان خوزستان ایران است.

## جغرافیای طبیعی و انسانی
این روستا در دهستان حومه‌شرقی و در فاصله هفت کیلومتری شمال شرقی مرکز شهرستان (ایذه) قرار دارد و براساس سرشماری مرکز آمار ایران در سال ۱۳۸۵، جمعیت آن ۹۷۱ نفر (۱۸۶خانوار) بوده‌است که اکثراً از طایفه گوروئی از باب دینارانی هفت لنگ بختیاری هستند. این روستا در هنگام زمستان و بهار دارای طبیعتی بکر در کوهپایه می‌باشد. محصول اصلی کشاورزی آن جو گندم و برخی مواقع ماش است که به صورت دیم کشت می‌شود. شغل بیشتر ساکنان کشاورزی و همچنین دامداری است، با اینکه تعدادی از آنها نیز به مشاغل دیگر هم مشغول می‌باشند.

## ماجرای پویا مولایی‌راد
پویا مولایی‌راد (۱۳۸۱ _ ۲۱ خرداد ۱۴۰۲)، شهروند ایرانی اهل ایذه بود. او پسر عموی ماه‌منیر مولایی‌راد بود که ۲۱ خرداد ۱۴۰۲ در روستای پرچستان و در مراسم دهمین سالگرد تولد کیان پیرفلک توسط مأموران امنیتی جمهوری اسلامی کشته شد.
با نزدیک شدن به تولد کیان پیرفلک، فشارهای امنیتی بر خانواده او افزایش پیدا می‌کرد. روز تولد کیان پیرفلک نیروهای امنیتی مسیرهای منتهی به روستای پرچستان، محل دفن کیان را مسدود کردند. عصر همان روز پویا مولایی‌راد، پسر عموی ماه‌منیر مولایی‌راد طی تصادفی که گفته شد سر یک پیچ و به علت سرعت بالا بوده، با یک افسر نیروی انتظامی به نام محمد قنبری تصادف کرد که به کشته شدن او متنهی شد. پویا مولایی‌راد بر اثر تیراندازی نیروهای امنیتی کشته شد و رسانه‌های حکومتیِ ایران با ارائه روایت رسمی از دلیل بروز تیراندازی مدعی شدند ابتدا به نیروهای انتظامی با خودرو به شکل «عمدی» حمله شده و آنها در واکنش، به مهاجم تیراندازی کردند. در پی کشته‌شدن پویا مولایی‌راد وضعیت شهر ایذه به شدت امنیتی شد و شماری از رسانه‌های جمهوری اسلامی و اکانت‌های حکومتی به‌طور گسترده دست به پرونده سازی برای ماه‌منیر مولایی‌راد زدند. از جمله نورنیوز و خبرگزاری تسنیم تلاش کردند تا ماه‌منیر مولایی‌راد را مسئول کشته شدن یک مأمور پلیس و او را بسترساز رویدادهای سالروز تولد کیان معرفی کنند.